# Олесине (Мінська область)
Олесине (біл. вёска Алесіна) — село в складі Смолевицького району Мінської області, Білорусь. Село підпорядковане Курганській сільській раді, розташоване в центральній частині області.